# Angry Birds
Angry Birds è un videogioco rompicapo sviluppato e pubblicato dall'azienda finlandese Rovio Mobile nel 2009. Si tratta del primo capitolo della nota serie di Angry Birds.
Nel 2017 il Museo finlandese dei giochi (Suomen pelimuseo, dedicato anche a giochi non elettronici) lo annoverò tra i suoi primi 100 classici giochi finlandesi.
Nel 2019, il gioco venne rimosso da tutti i principali app store, insieme alla maggior parte degli altri capitoli della serie.
Nel 2021, Rovio ha spiegato, tramite il loro sito web, che quei giochi erano stati rimossi perché erano creati con una vecchia tecnologia non più al passo con i tempi, utilizzando dei motori grafici ormai datati, e di conseguenza i giochi non potevano più ricevere nuovi aggiornamenti per i nuovi dispositivi. Rovio ha anche dichiarato che un remake del primo gioco della serie era in fase di sviluppo.
Nel 2022 Rovio distribuisce in tutti gli app store Rovio Classics: Angry Birds, il remake del primo gioco.

## Trama
La trama del videogioco è semplice e ruota attorno a un gruppo di uccelli arrabbiati, gli "Angry Birds", decisi a vendicarsi dei maialini verdi, i "Piggies", responsabili di aver rubato le loro uova per mangiarle. Muniti di una fionda, gli Angry Birds, si scagliano contro i loro nemici per eliminarli. Ogni uccello possiede un potere speciale: Chuck è più veloce ed efficace contro il legno, i Blues si dividono in tre e sono forti contro il vetro, e così via.

## Modalità di gioco
Come già accennato dalla trama il gioco consisterà nel lanciare gli uccelli tramite una fionda, con lo scopo di eliminare tutti i maialini verdi colpendoli direttamente o spingendoli e facendoli cadere da grandi altezze, o facendo crollare su di loro le strutture che li proteggono. Queste ultime hanno diverse dimensioni e sono fatte di materiali (legno, pietra e vetro) con differente fragilità, e che infliggono quindi un differente danno ai nemici.
In ogni livello ci sono inoltre diversi tipi uccelli e ognuno di loro ha un suo potere che ha una sua utilità in base all'esigenza del livello. Non potremo però scegliere a nostro piacimento gli uccelli da usare, per ogni livello abbiamo un determinato tipo e numero di uccelli in un ordine prestabilito. L'obiettivo di ogni livello sarà quello di eliminare ogni maialino presente in esso. Ciò ci assegnerà un punteggio che aumenterà anche tenendo conto della quantità di edifici distrutti e degli uccellini risparmiati, in base al quale ci saranno assegnate da 1 a 3 stelline, valuta usata per sbloccare nuovi livelli o mondi.

### Torneo della Grande Aquila
Il torneo della Grande Aquila (Mighty Eagle) è un torneo giornaliero composto da sei livelli casuali, scelti da quelli degli episodi ed alcuni creati appositamente per la modalità.
Il torneo è diviso in campionati, per accedere a un campionato superiore bisognerà raccogliere un numero di stelle, sempre nei sei livelli giornalieri, che andrà a crescere col tempo. Inoltre, per facilitare la salita nel campionato, i migliori in classifica ricevono,  oltre a Monete ed Uova contenenti personalizzazioni, anche ulteriori stelle.
Inoltre, le stelle raccolte giornalmente dai livelli del torneo andranno a riempire una barra a tappe sempre giornaliera, che se raggiunte,ci daranno dei premi a forma di uova,con stelle ad indicare la rarità, che contengono Potenziamenti, Monete o Gemme. L'accesso ai sei livelli è totalmente gratuito e non è più necessario l'utilizzo dei biglietti, accuratamente rimossi.

## Valuta
Il gioco ha tre valute molto importanti:le monete, le gemme e le stelle.
Le prime si raccolgono nei premi "Uova premio" della modalità "Torneo della Grande Aquila" o completando i livelli. Servono a comprare potenziamenti nel negozio del gioco.
Le gemme sono ottenibili solo nelle "Uova premio" e occasionalmente completando una serie di livelli (5 o 7 livelli), insieme a dei potenziamenti. Servono per comprare monete o rari pacchetti contenenti più potenziamenti differenti.
Le stelle sono anch'esse ottenibili nelle Uova premio ma, ovviamente, anche completando i livelli. Servono, come già accennato, per sbloccare livelli e mondi. Il costo di sblocco comincerà ad aumentare mano a mano che si continua nel gioco.

## Episodi
Attraverso vari aggiornamenti escono nuovi episodi e nuovi livelli.
| #  | Episodio                | Numero di livelli | Note | Data di pubblicazione                         |
| -- | ----------------------- | ----------------- | --- | --------------------------------------------- |
| 1  | Poached Eggs            | 63 (3 × 21)       | Introduce Red, i Blues, Chuck, Bomb e Matilda. È il primo mondo mai uscito.                                                                                 | 11 dicembre 2009                              |
| 2  | Mighty Hoax             | 42 (2 × 21)       | Aggiunge nuovi livelli. | 11 febbraio 2010                              |
| 3  | Danger Above            | 45 (3 × 15)       | Introduce Hal e nuovi livelli. | 11 aprile 2010                                |
| 4  | The Big Setup           | 45 (3 × 15)       | Introduce Terence e nuovi livelli ispirati agli altri livelli.                                                                                              | 18 luglio 2010                                |
| 5  | Ham 'Em High            | 45 (3 × 15) + 3   | Introduce Grande Aquila e gli ultimi 3 livelli vengono sbloccati mettendo Mi piace alla pagina Facebook di Angry Birds.                                     | 23 dicembre 2010                              |
| 6  | Mine and Dine           | 45 (3 × 15)       | Aggiunge nuovi livelli a tema miniera. | 24 agosto 2011                                |
| 7  | BirdDay Party           | 75 (5 × 15)+ 30   | Si festeggiano gli anniversari della serie e introduce Bollicino e Stella, è stato unito con l'episodio BirdDay5, successivamente.                          | 11 dicembre 2011 ed ogni compleanno del gioco |
| 8  | Surf and Turf           | 45 (3 × 15)       | Introduce i potenziamenti. | 9 ottobre 2012                                |
| 9  | Bad Piggies             | 45 (3 × 15)       | Promuove il nuovo gioco di Rovio Entertainment Bad Piggies.                                                                                                 | 7 marzo 2013                                  |
| 10 | Red's Mighty Feathers   | 30 (2 × 15)       | Introduce un nuovo potere di Red e la nuova modalità bonus Difensore delle uova.                                                                            | 16 settembre 2013                             |
| 11 | Short Fuse              | 45 (3 × 15)       | Introduce un nuovo potere di Bomb e le pozioni. | 4 marzo 2014                                  |
| 12 | Flock Favorites (Bonus) | 30 (15×2)         | Nuovi livelli tra gli episodi favoriti dai fan. | 22 luglio 2014                                |
| #  | BirdDay 5               | 30 (2 × 15)       | Episodio celebrativo per i 5 anni del gioco composto da livelli ispirati dai disegni dei fan, è stato aggiunto all'episodio BirdDay Party, successivamente. | 11 dicembre 2014                              |
| 13 | Bird Island             | 21 livelli        | Un episodio creato appositamente per celebrare l'uscita dell'omonimo film.                                                                                  | 17 novembre 2016                              |
| 14 | Piggy Farm              | 45(15×3)          | Introduce nuovi livelli e una nuova grafica per le scene introduttive.                                                                                      | 16 maggio 2017                                |
| 15 | Jurassic Pork           | 46 (15×2+16)      | Introduce nuovi livelli a tema giurassico. | 20 novembre 2017                              |
| G  | Golden Eggs             | 33+1              | Sono livelli segreti sbloccabili cercando uova d'oro nei livelli. Ottenendole tutte si scoprirà un curioso livello.                                         | 6 aprile 2010                                 |

## Potenziamenti
Con l'aggiornamento del 9 ottobre 2012, il gioco ha introdotto i potenziamenti, cinque precisamente, e con l'aggiornamento del 4 marzo 2014 è stato aggiunto un altro Potenziamento; di seguito la lista, con informazioni, sui Potenziamenti:
- King Sling, questo potenziamento, rende la fionda più grande e potente, tanto da lanciare gli Angry Birds con più efficacia;
- BirdQuake, fa muovere il terreno del livello con forza facendo crollare le costruzioni dei maiali più instabili;
- Power Potion, rende il prossimo Angry Birds più grande e potente, permettendogli di distruggere materiali con facilità, anche le pietre;
- Sling Scope, permette di prendere la mira più efficacemente, dando la direzione completa del lancio;
- Shockwave, versione potenziata di Bomb, aggiunta insieme all'episodio ShortFuse, l'Angry Bird al posto di esplodere crea un raggio di elettricità che fulmina maiali e sposta oggetti vari;
- Grande Aquila, enorme aquila da acquistare come componente aggiuntivo del gioco, utile per superare livelli che creano difficoltà. Si attiva lanciando una scatoletta sulla struttura: l'aquila si abbatterà dove la scatoletta cade e verrà assegnato un punteggio in base alla distruzione effettuata. Dopo averla utilizzata è necessario attendere 1 ora per poterla riutilizzare, mentre si può utilizzare quando si desidera nei livelli già completati.

## Opere derivate

### Serie animate
- Angry Birds Toons (2013-2016)
  - Angry Birds Stella (2014-2016)
  - Piggy Tales (2014-2018)
  - Angry Birds Blues (2017-2020)
  - Angry Birds BirLd Cup (2018)
  - Angry Birds on the Run (2018-2020)
- Angry Birds Slingshot Stories (2020-in corso)
- Angry Birds: Summer Madness (2022-in corso)

### Film
- Angry Birds - Il film (2016)
- Angry Birds 2 - Nemici amici per sempre (2019)